# Liebfrauenkirche (Zürich)

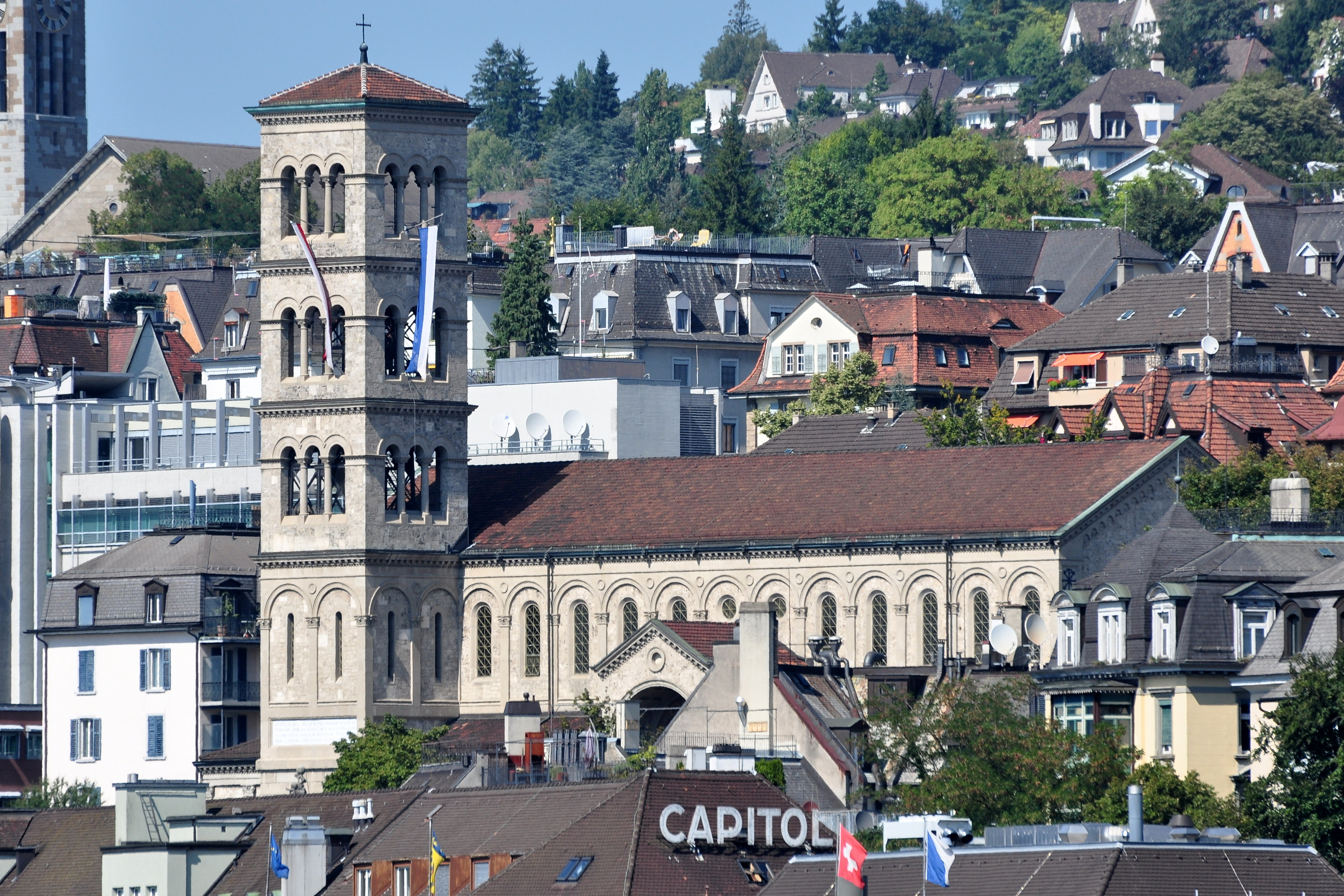
Liebfrauenkirche Zürich, Ansicht vom Lindenhof

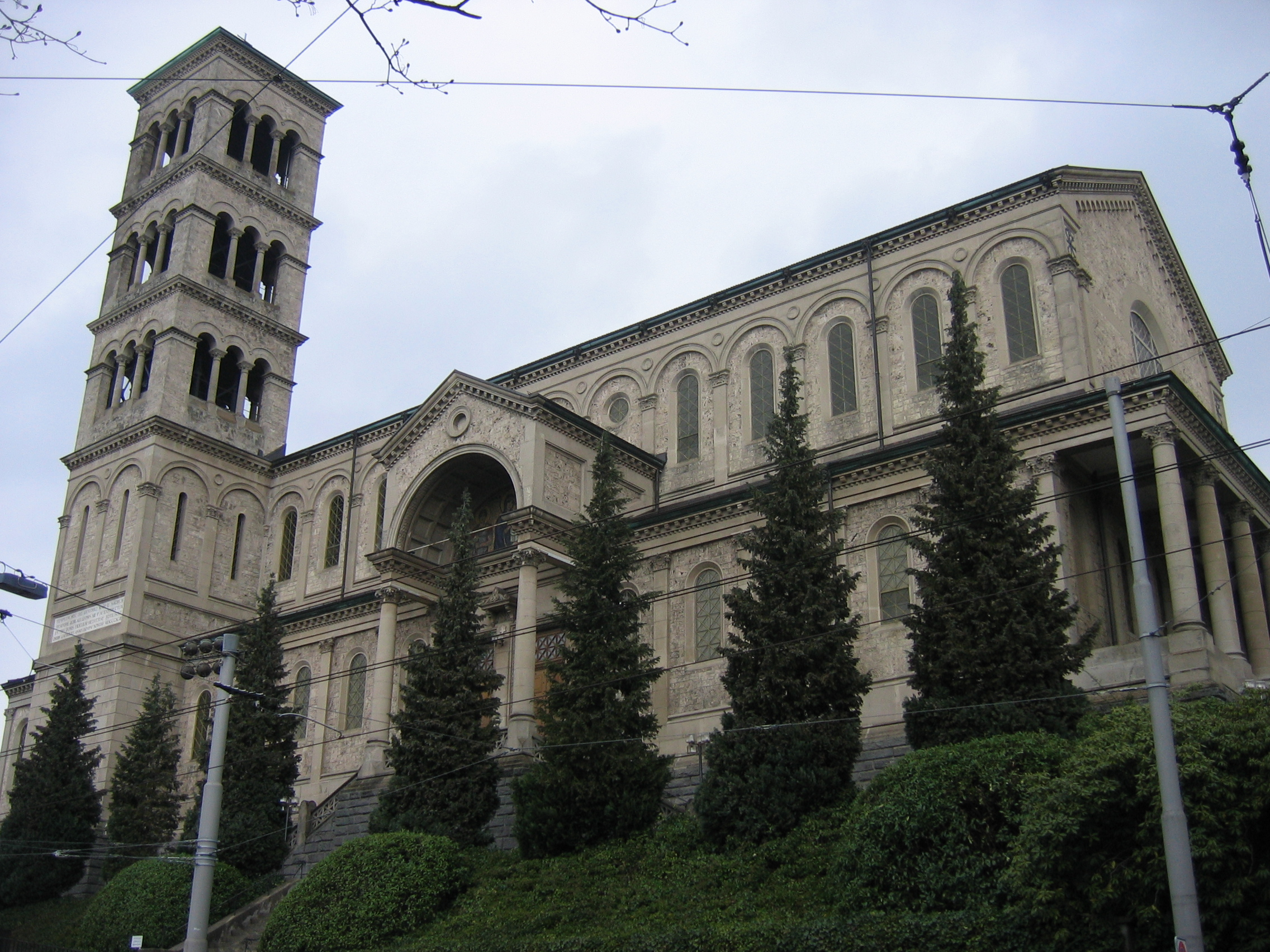
Ansicht von der Weinbergstrasse

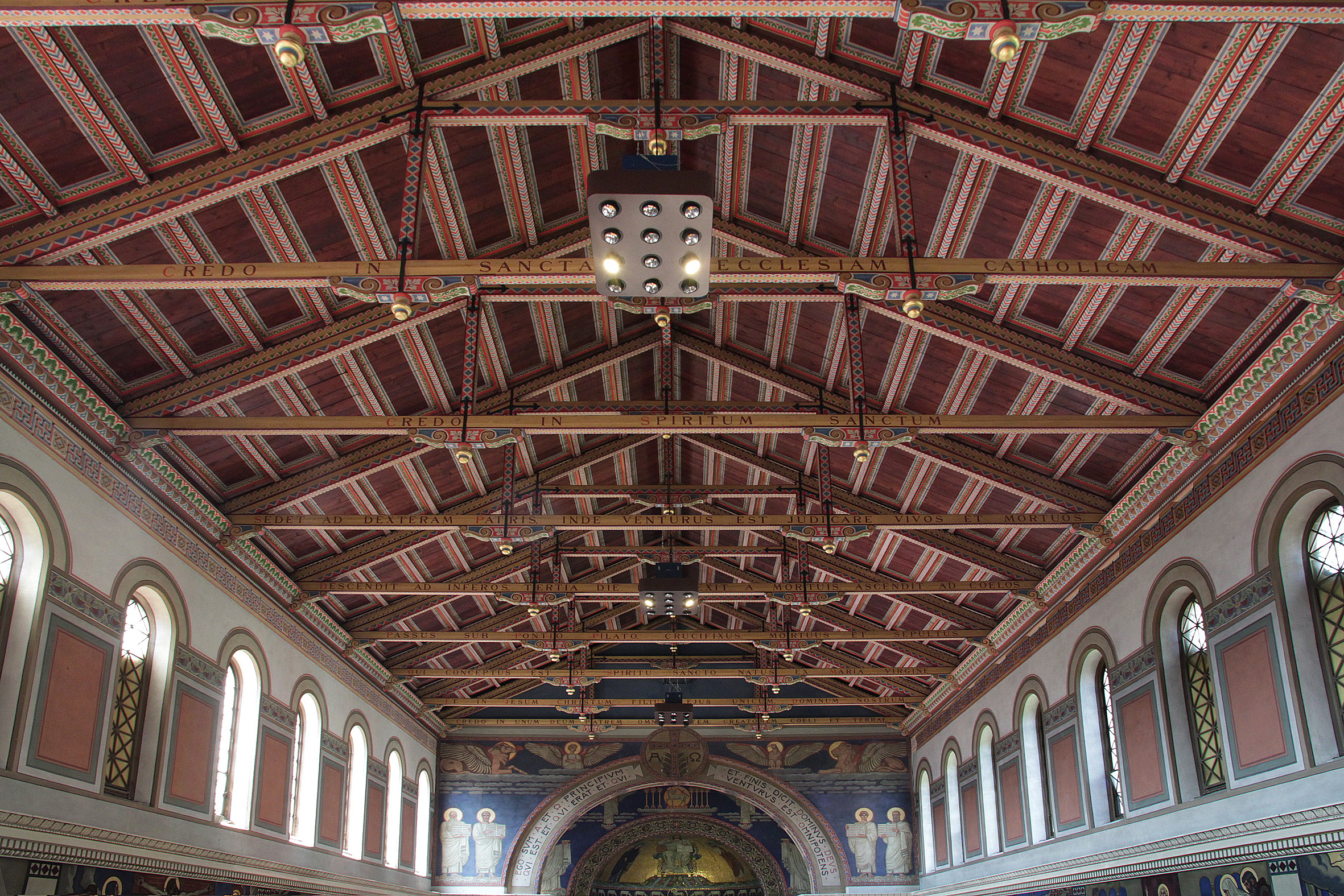
Der Dachstuhl

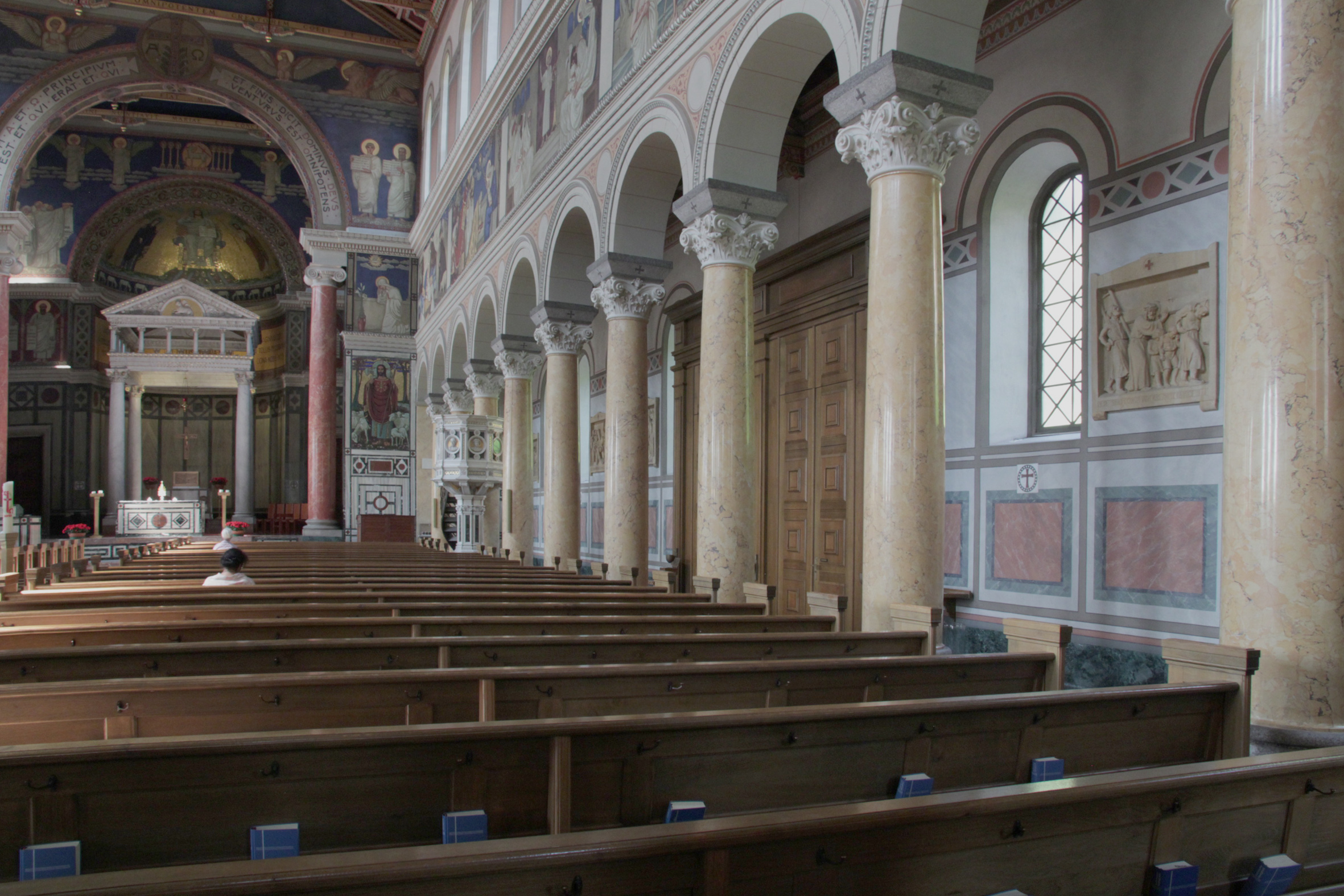
Innenansicht

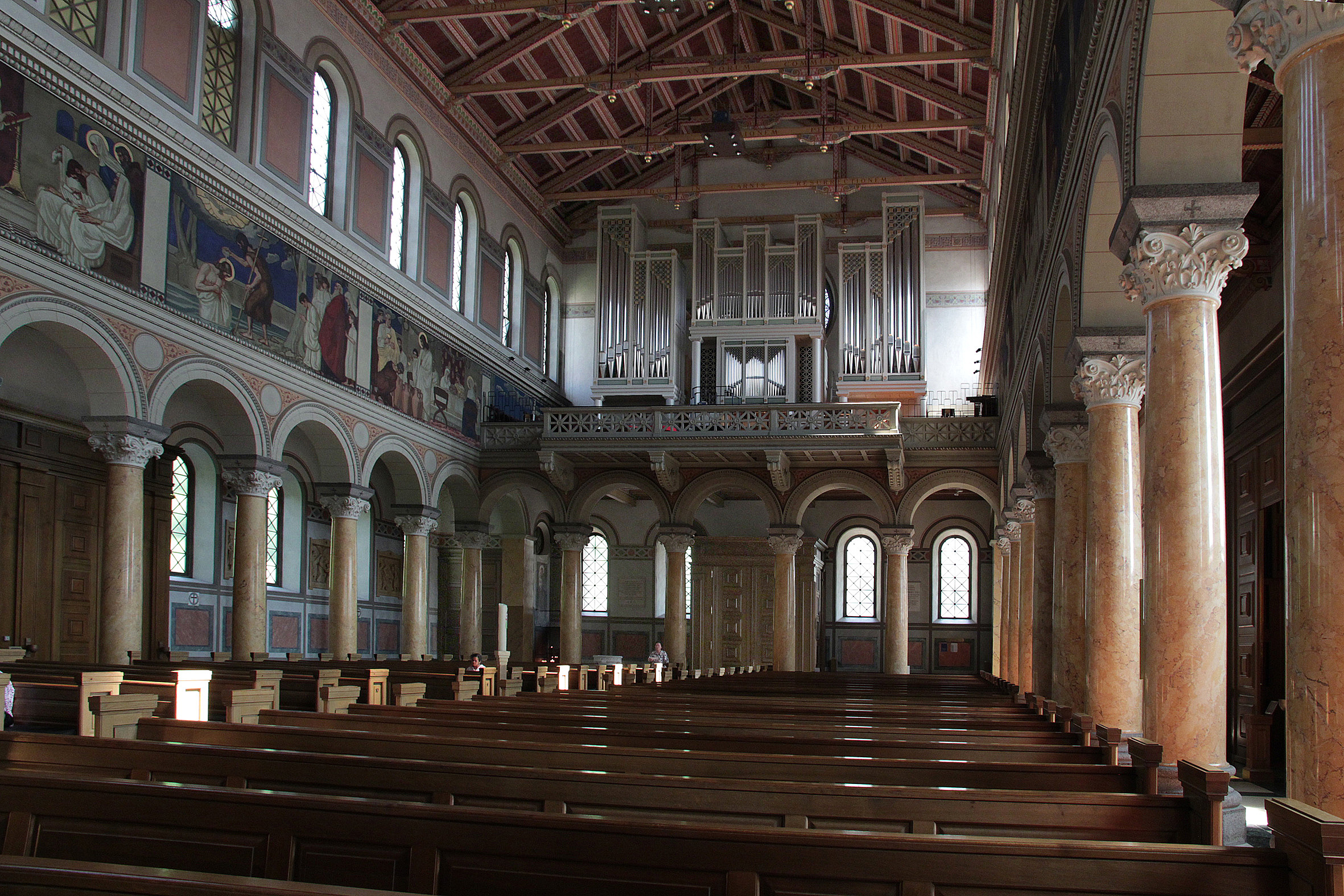
Blick zur Orgelempore

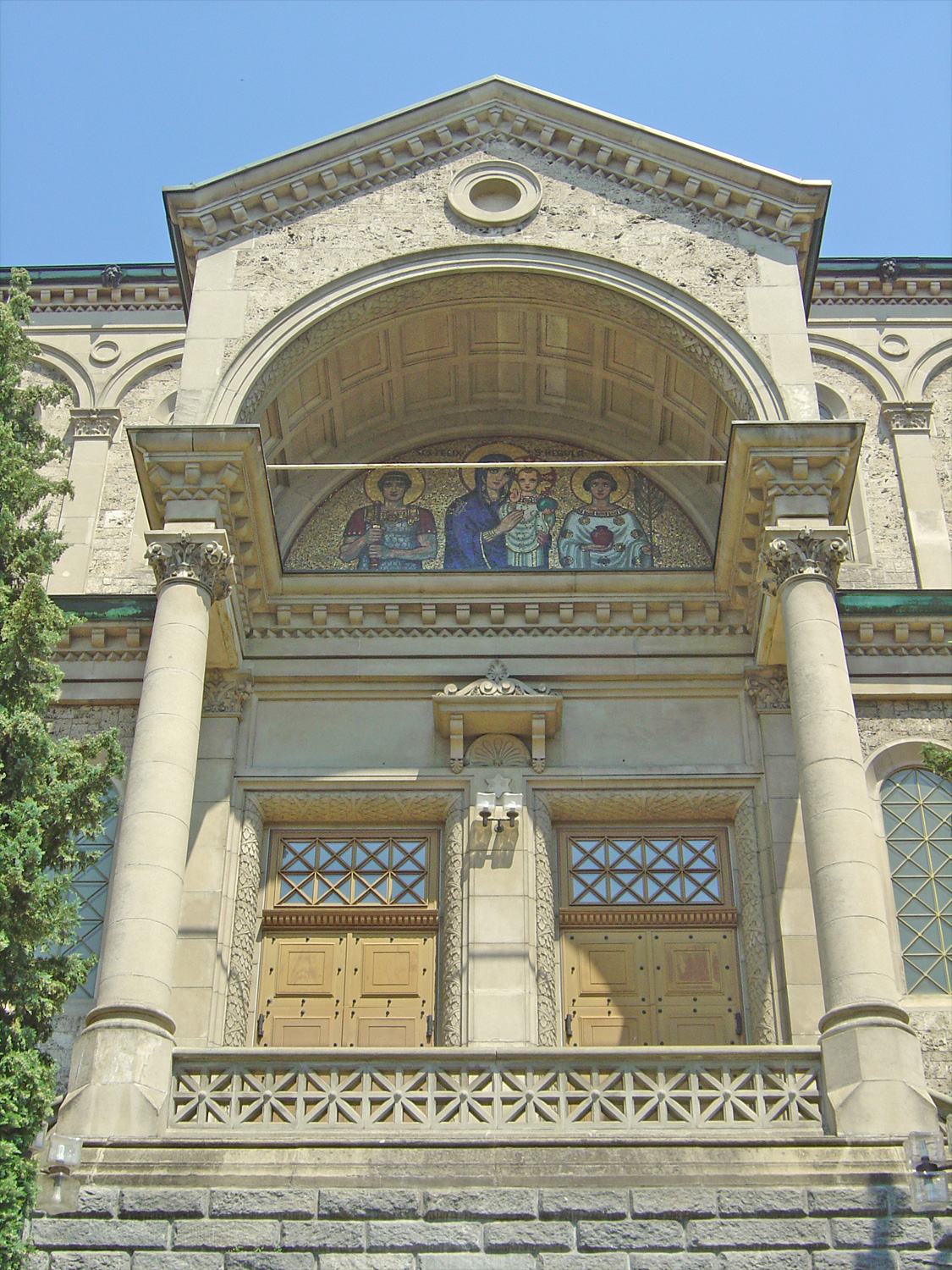
Das Westportal

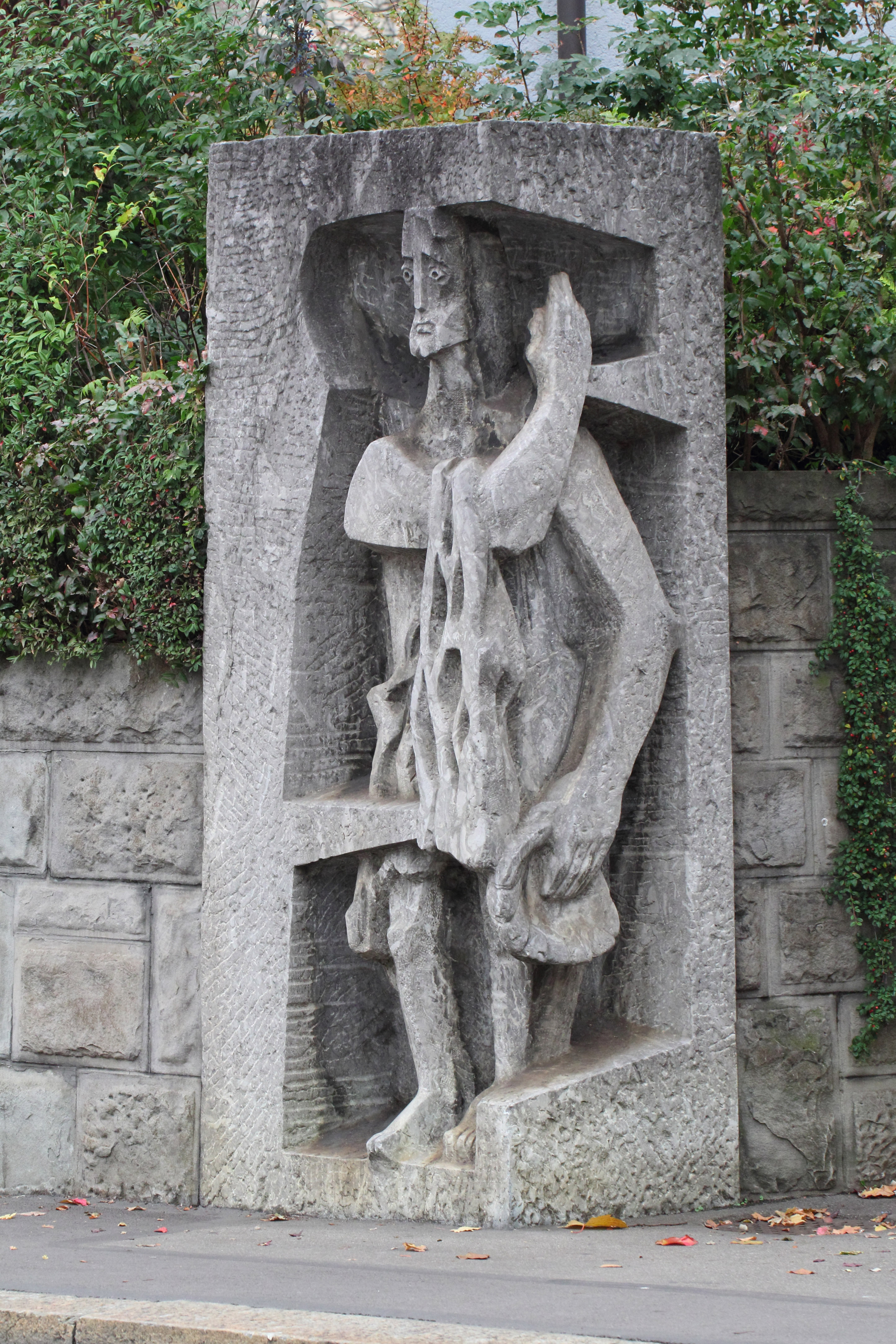
Der Wegweisende, Skulptur des Johannes des Täufers von Albert Schilling

Die Kirche Liebfrauen ist die römisch-katholische Pfarrkirche für die Stadtzürcher Stadtgebiete Niederdorf, das Hochschulviertel sowie Teile des Zürichbergs. Sie gilt als «bedeutendste Nachbildung einer altchristlichen Basilika auf schweizerischem Boden». Die Liebfrauenkirche steht an der Weinbergstrasse 32, 8006 Zürich, nahe dem Hauptbahnhof, dem Central sowie der beiden Hochschulen ETH und Universität Zürich.

## Geschichte

### Hintergründe
Im 19. Jahrhundert wanderten zunehmend Katholiken aus der Ost- und Innerschweiz nach Zürich, weshalb das Bedürfnis nach einer katholischen Kirche in der reformierten Zwinglistadt Zürich entstand. 1842 vermietete die Zürcher Regierung die Augustinerkirche an die katholische Gemeinde, welche damals etwa 5 % der Bevölkerung ausmachte. Nach der Abspaltung der Christkatholiken im Jahr 1871 erbauten die römisch-katholischen Gläubigen im Arbeiterquartier Aussersihl 1874 die Kirche St. Peter und Paul. Die wachsende Zahl der Katholiken in Zürich hatte zur Folge, dass die Pfarrei St. Peter und Paul in den 1890er Jahren zur grössten römisch-katholischen Pfarrei der Schweiz wurde, weshalb die Errichtung weiterer Kirchen nötig wurde. Bis es so weit war, fanden für die rechts der Limmat ansässigen Katholiken seit 1881 Sonn- und Festtagsgottesdienste in der Friedhofskapelle der Hohen Promenade statt (heute anglikanische Kirche St. Andrew’s), seit 1887 bestand auch die Möglichkeit des Gottesdienstbesuchs im katholischen Privatspital Theodosianum an der Kreuzstrasse, und 1891 stand ihnen mit dem Gesellenhaus am Wolfbach ein erstes Gemeindezentrum zur Verfügung.

### Entstehungs- und Baugeschichte
1886 erfolgte die Gründung eines Kirchenbauvereins mit dem Ziel, in Zürich neben der Kirche St. Peter und Paul Aussersihl eine zweite katholische Kirche zu bauen. 1889 hätte ein Bauareal für den Bau einer Kirche am Ufer des Zürichsees erworben werden können, was jedoch wegen konfessioneller Vorbehalte verhindert wurde. Nach diesem Misserfolg erfolgte mit der Genehmigung des Bischofs von Chur ein Spendenaufruf, der auf die prekäre Lage der meist armen Katholiken in Zürich aufmerksam machte und die nötigen finanziellen Mittel für den Erwerb von Baugrundstücken und für die Planung von Kirchen erbrachte. 1891 konnte sowohl in Unterstrass als auch in Oerlikon die Baugrundstücke für die Kirchen Liebfrauen und Herz Jesu Oerlikon gekauft werden. Der Landkauf für die Liebfrauenkirche war indirekt mit dem Standortentscheid des Schweizerischen Landesmuseums verknüpft. Um die katholischen Stände für den Standort Zürich zu gewinnen, wurde angeboten, den Kauf des gewünschten Baugrundes für die Liebfrauenkirche zu ermöglichen. Die Bauerlaubnis für die Kirche erteilte am 19. August 1892 die Gemeinde Unterstrass, welche durch die Eingemeindung 1894 zu einem Quartier Zürichs wurde, sodass der Stadtrat von Zürich dem katholischen Kirchenbauverein «zur Vollendung des würdigen Baus, welcher unter den Bauwerken der Stadt einen hervorragenden Platz einnimmt», gratulierte.

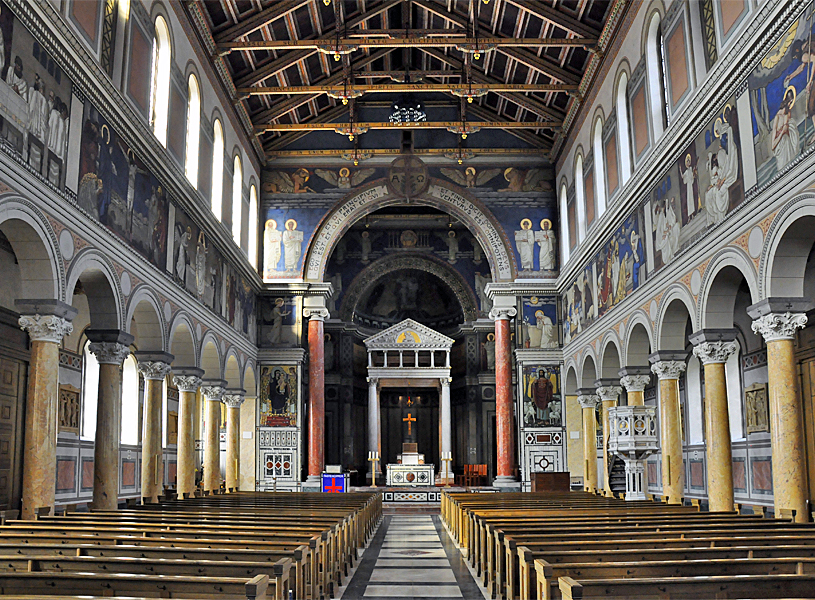
Gesamtansicht innen.

In den Jahren 1892–1894 wurde die Liebfrauenkirche nach Plänen des Architekten August Hardegger (1858–1927) errichtet, der die Kirche im Stil einer frühchristlichen Basilika nach Vorbildern römischer und ravennatischer Bauten entwarf. Die Idee dazu hatte Hardegger zusammen mit dem einflussreichen Kunsthistoriker und Einsiedler Pater Albert Kuhn (1839–1929) entwickelt, der den Kirchenbauverein überzeugte, die Kirche in diesem Stil zu realisieren.
Die Anlehnung der Liebfrauenkirche an italienische Vorbilder sollte die Verbundenheit der römisch-katholischen Kirche in der Schweiz mit dem Papst und mit Rom ausdrücken, ganz im Sinne des Ultramontanismus in der Zeit des Kulturkampfs. Durch diese Positionierung grenzte sich römisch-katholische Kirche, die sich in Zürich in der Diaspora befand, sowohl von der 1871 abgetrennten christkatholischen Kirche als auch von der reformierten Kirche ab.
Auch die Wahl der Muttergottes als Patronin, die in Absprache mit den Pfarrern und dem Churer Bischof erfolgte, drückt nicht nur die marianische Frömmigkeit der Zeit aus, sondern auch die nachdrückliche Unterscheidung der katholischen von der reformierten Konfession.
Zunächst war die Liebfrauenkirche für 1200 Personen geplant und sollte zwei Kirchtürme erhalten. Aus Kostengründen musste jedoch die Kirche auf 1000 Sitzplätze reduziert und auf einen der beiden Kirchtürme verzichtet werden. Am 13. Mai 1893 fand die Grundsteinlegung an der nordöstlichen Ecke des Turms statt. Zeitgleich mit der Kirche wurde auch das erste Pfarrhaus von Liebfrauen in neuromanischem Stil nordwestlich unterhalb der Kirche erbaut. Die Einsegnung der Kirche erfolgte am 7. Oktober 1894.
Gleichzeitig mit der Eingemeindung von zehn Vororten am 1. Januar 1893 wurde die zur Liebfrauenkirche gehörige Pfarrei Zürich-Hottingen geschaffen. Sie umfasste das ganze rechtsufrige Stadtgebiet mit den Quartieren Wipkingen, Unterstrass, Oberstrass, Fluntern, Hottingen, Hirslanden und Riesbach sowie die angrenzenden Gebiete von Männedorf am Zürichsee bis nach Höngg an der Limmat.
Wegen ihrer zentralen Lage übernahm die Pfarrei Liebfrauen auch wichtige Funktionen für die öffentlich-soziale und politische Tätigkeit der Katholiken in Zürich. Neben verschiedenen katholischen Vereinen und sozialen Instituten wie Spitälern und Wohnheimen, die für die schweizerischen und ausländischen Immigranten wichtig waren, sind insbesondere auch die Schulen zu nennen. Seit 1897 bestand im Pfarrhaus von Liebfrauen eine Kleinkinderschule. Weitere Lehrstätten entstanden 1923 nach der Bildung des katholischen Schulvereins: 1923 wurde die Mädchenschule am Hirschengraben (heute Sitz der Zentralkommission und des Generalvikariats von Zürich und Glarus) eingeweiht. Im Jahr 1949 wurde an der Sumatrastrasse 33 das zweite Schulhaus eröffnet, in dem sich heute eine Sekundarschule sowie das 10. Schuljahr der Freien Katholischen Schulen befindet.
1954–1955 wurde das erste Pfarrhaus durch das heutige Gebäude ersetzt, das von Karl Higi (1920–2008) als schlichter Kubus errichtet wurde.
In den Jahren 1980–1981 wurde die Kirche nach Plänen des Architekten Otto Glaus (1914–1996) renoviert und die Krypta eingebaut, die am 5./6. Dezember 1981 eingesegnet wurde. Bei der Renovation der Kirche wurden dabei die beiden Seitenaltäre entfernt und der bisherige Terrazzo-Belag durch einen neuen Mosaikboden ersetzt. Bei der Wiedereröffnung der Kirche nach der Renovation von 1980–1981 schenkte das Kloster Einsiedeln der Pfarrei Liebfrauen Reliquien der Stadtheiligen St. Felix und Regula, die unter dem Volksaltar der Liebfrauenkirche in einer Nische aufbewahrt werden.
1988 wurde das nach Plänen vom Architekten Bert Allemann neu erbaute Pfarreizentrum durch Bischof Cabrera aus Los Alaminos (Philippinen) eingeweiht. 2010 bis 2011 erfolgte eine Innenrenovation der Kirche durch die Architekten Staffelbach und Meier.

### Tochterpfarreien und Gegenwart
Da das Pfarreigebiet von Liebfrauen sehr gross war (es reichte von Männedorf bis nach Höngg), wurden schon bald provisorische Gottesdienstlokale gesucht und nach und nach das Gebiet von Liebfrauen in selbständige Pfarreien aufgeteilt. Schon kurz nach der Gründung der Pfarrei Liebfrauen machte sich Herz Jesu (Oerlikon) im Jahr 1895 selbständig. 1898 folgten Küsnacht und Männedorf. Auf Stadtzürcher Gebiet entstanden die Tochterpfarreien St. Anton (Hottingen) 1908, Guthirt (Wipkingen) 1923, Bruder Klaus (Unterstrass) 1933 und St. Martin (Fluntern) 1940.
Die Pfarrei Liebfrauen ist mit 4‘255 Mitgliedern (Stand 2021) eine der mittelgrossen römisch-katholischen Kirchgemeinden der Stadt Zürich.

## Würdigung und Baubeschreibung
Die Liebfrauenkirche zählt zu den bedeutendsten und harmonischsten Bauten des Historismus in der katholischen Diaspora. Sie erhebt sich auf einer künstlich geschaffenen Terrasse oberhalb der Leonhard- und Weinbergstrasse. Aus topografischen Gründen ist die Kirche nach Norden ausgerichtet. Am Äusseren des Kirchenbaus wird ersichtlich, dass es sich bei der Liebfrauenkirche um einen Longitudinalbau mit breiter Vorhalle und basilikaler Gliederung in ein Haupt- und zwei Seitenschiffe handelt. Abgeschlossen wird der Bau mit einer Chorapsis, an die der Glockenturm angefügt wurde. Um die Apsis ist ein geschlossener Chorumgang angelegt, der als Sakristei dient.

### Kirchturm und Glocken
Der Turm erinnert an einen romanischen Campanile und beherbergt ein Geläut aus sechs Bronzeglocken der Glockengiesserei H. Rüetschi aus Aarau, welches 1897 geweiht und in den Turm aufgezogen wurde. Die Glocken erklingen in der Schlagtonfolge b0–des1–f1–as1–b1–des2 und hängen an Stahljochen in zwei Stahlglockenstühlen. Die beiden grossen Glocken hängen hinter den untersten Schallarkaden, die übrigen ein Stockwerk darüber. Jeden Samstagabend 19.00 bis 19.15 Uhr erklingen alle Glocken – zusammen mit denen der übrigen Innenstadtkirchen – zum Einläuten des Sonntags. Im Jahr 2023 wurde das Geläut saniert: Alle vier Glocken im oberen Glockenstube haben die Fallklöppel und Obergewichte erhielt, und beiden grossen Glocken im unteren Glockenstube haben die Klöppel ausgetauscht.

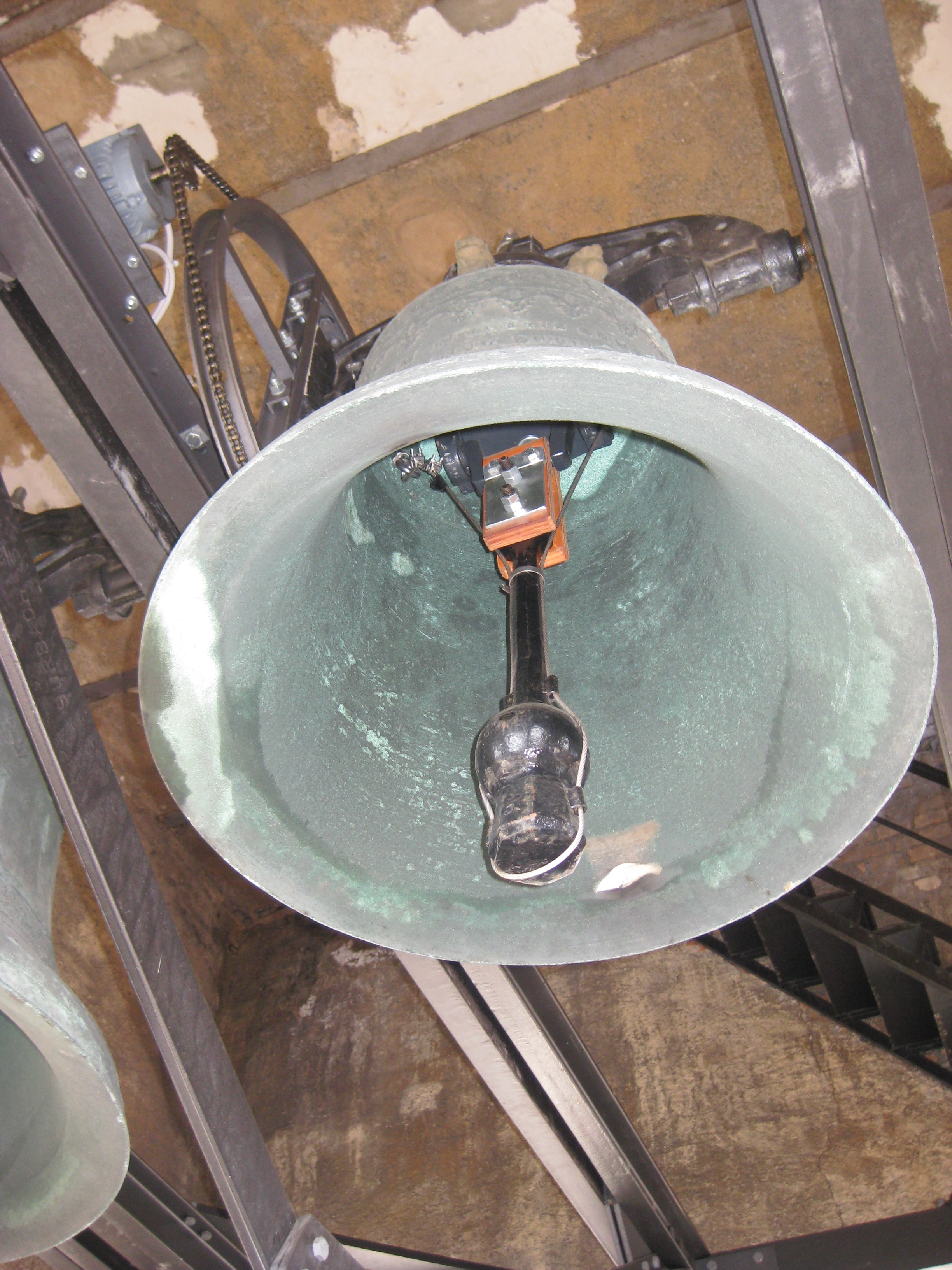
Die kleine Glocke hängt im oberen Stock der Glockenstube.

| Glocke | Gewicht | Schlagton |
| ------ | ------- | --------- |
| 1      | 3300 kg | b°        |
| 2      | 2100 kg | des1      |
| 3      | 1000 kg | f1        |
| 4      | 0600 kg | as1       |
| 5      | 0400 kg | b1        |
| 6      | 0250 kg | des2      |

### Innenraum und künstlerische Ausstattung
Das Innere der dreischiffigen Liebfrauenkirche wird durch Arkaden auf massiven Säulen und durch Lichtgaden rhythmisiert. Der offene Dachstuhl unterstreicht die südliche Prägung der Kirche. Im erhöhten eingezogenen Chor steht ein quadratisches Presbyterium. Abgeschlossen wird das Chor durch eine nochmals eingezogene Apsis.
Bei der Einsegnung der Kirche im Jahr 1894 war die Ausstattung schlicht. Die Wände waren mit einer farblich zurückhaltenden Quadraturmalerei und einfachen Ornamentfriesen bemalt. Die Fenster mit ihren Rautengittern hatten nicht wie geplant farbiges Ornamentglas, sondern lediglich einfaches farbloses Glas. Einzig der Dachabschluss der Kirche, der anders als geplant nicht als Kassettendecke, sondern als offener Dachstuhl ausgeführt wurde, zeigte reichen Schmuck: Das Gebälk wurde farbig gefasst und lehnte sich in seiner Gestaltung an die Kirche S. Miniato al Monte in Florenz an. Die liturgische Ausstattung wurde wegen Geldmangels schlicht, aber doch einheitlich ausgeführt.
Die Ausstattung der Kirche wurde in den folgenden Jahren dank Stiftungen und Legaten Stück für Stück ergänzt, wirkt aber doch insgesamt einheitlich. Ein erster Höhepunkt der Ausstattung war die Gestaltung der Fresken und Mosaiken von Fritz Kunz im Chor, dessen Werke in Liebfrauen zwischen dem spätnazarenischen Realismus und einer hieratisch strengen Auffassung stehen. Vom 13. bis 15. Oktober 1907 fand die feierliche Weihe der Kirche und ihrer Altäre statt.
1922 wurde durch den Architekten Anton Higi (1885–1951) die Empore erweitert, 1923–1924 folgten der Freskenzyklus im Hauptschiff und das Mosaik über dem Westportal durch Fritz Kunz. Der Bildhauer Alois Payer (1878–1960) schuf bis 1924 Darstellungen der 14 Stationen des Kreuzwegs, welche seither an den Wänden der Kirche hängen.
Nach Entwürfen des Architekten August Hardegger wurden der Hochaltar und die Kanzel geschaffen. Der Tabernakel und das Kreuz im Hochaltar stammen vom Innerschweizer Künstler Josef Rickenbacher. Der Volksaltar, Ambo und die Sockel für die Leuchter wurden nach Entwürfen des Architekten Otto Glaus und der Taufstein von Richard Arthur Nüscheler (1877–1950) gefertigt.

### Bildprogramm der Mosaiken und Fresken
Der Bilderzyklus von Fritz Kunz entstand nach bildlichen Ausstattungen und ikonografischen Programmen frühchristlicher Basiliken. Im Langhaus werden Szenen aus dem Leben Christi und Mariens dargestellt. Im Chor verweisen die Fresken und das Mosaik auf das himmlische Paradies mit Bezug zur Offenbarung des Johannes. Das Goldmosaik der Apsis zeigt in der Mitte den thronenden Christus als König des Himmels und Weltenherrscher über den vier Paradiesesströmen. Seine rechte Hand ist zum Segen erhoben, in der Linken hält er das Buch des Lebens. Zu seinen Seiten stehen die Muttergottes und Johannes der Täufer. Die zwölf Lämmer im Fries darunter versinnbildlichen die Jünger Jesu sowie die Gläubigen, die dem göttlichen Hirten folgen. An der Apsiswand setzt sich die Vision des Himmels fort. Über dem Apsisbogen wird das Lamm Gottes auf einem Altar mit sieben Leuchtern dargestellt: Christus, der sich für das Heil der Welt geopfert hat. Sechs Engel schweben mit goldenen Schalen, aus denen Rauch aufsteigt – Sinnbild für die Gebete der Gläubigen – heran. Unter den Engeln werden 24 Älteste dargestellt, die Christus huldigen und dem Lamm Gottes ihre Kronen darbringen. In einem Fries, der sich auch noch über die Seitenwände erstreckt, erscheinen die zwölf Apostel. Auf ihren Schrifttafeln sind die Artikel des Apostolischen Glaubensbekenntnisses wiedergegeben. Das Thema der Triumphbogenwand ist die Verkündigung des Gotteswortes. Ausgehend vom Kreuz erscheinen die vier Evangelisten. In der Bogenleibung erinnern Medaillons mit Brustbildnissen der hll. Felix und Regula, Clara, Elisabeth, Franz von Sales und Fridolin an hier besonders verehrte Heilige. Unter den Evangelisten ist die Verkündigung Mariens dargestellt. Damit beginnt der Bilderzyklus des Langhauses. Auf den Deckenbalken des Langhauses befinden sich die Worte des Apostolischen Glaubensbekenntnisses, im Chor das Agnus Dei.

### Krypta

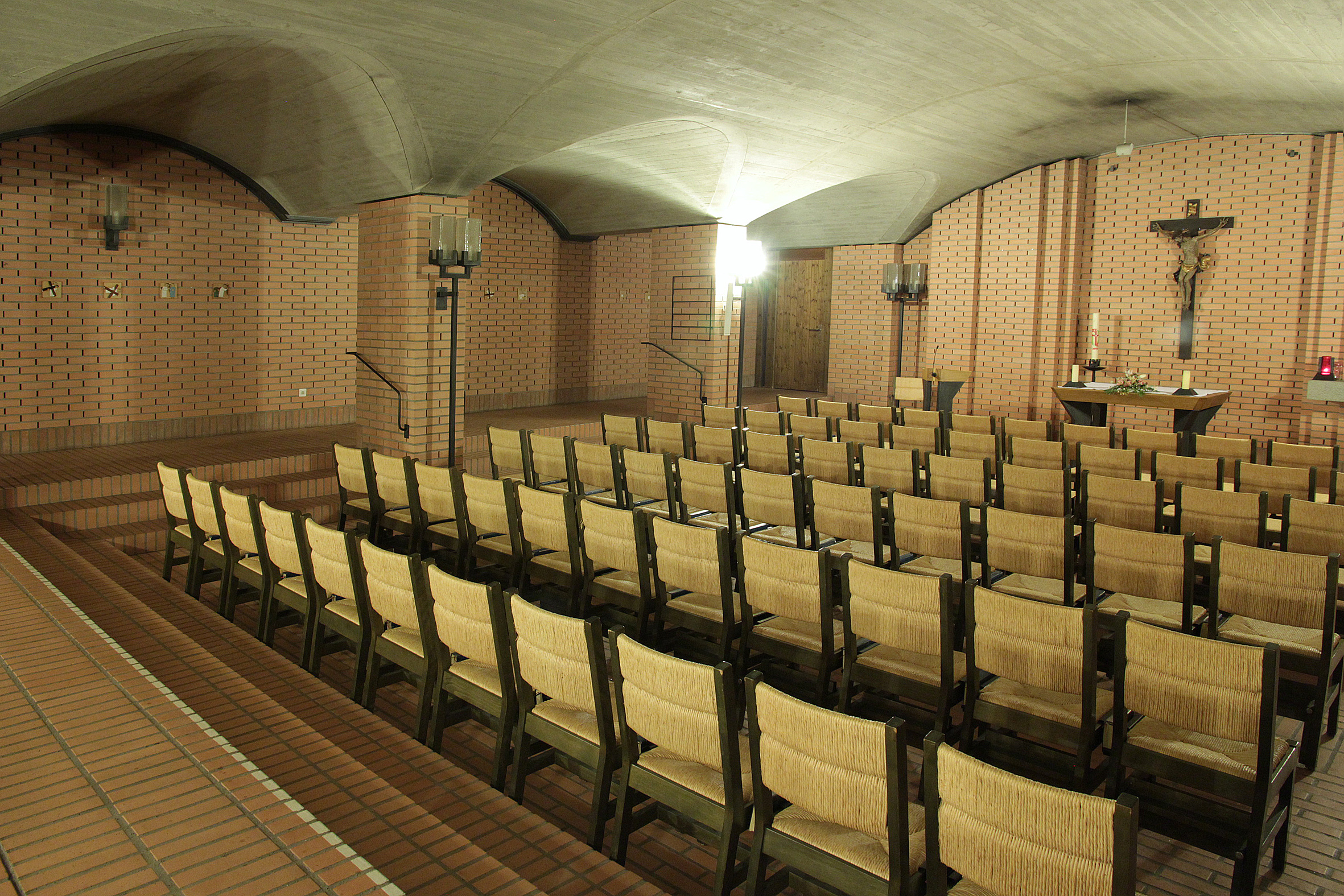
Die Krypta, vorderer Teil von Otto Glaus

Die Krypta wurde in den Jahren 1980–1981 nach Plänen des Architekten Otto Glaus unter der Kirche eingebaut. Quadratische Stützen tragen eine flache Betontonne mit Stichkappen über den seitlichen Gängen. Die Stützen sind wie die Wände mit hellen Backsteinen verkleidet, deren Fugen wegen der Akustik z. T. nicht vermörtelt wurden. Das Mittelschiff ist gegenüber den Seitengängen um drei Stufen vertieft. Im Gegensatz zur festlichen Oberkirche lädt die Krypta zum privaten Gebet ein. Die Krypta wurde von bedeutenden Schweizer Künstlern gestaltet: Der Tabernakel und der Ambo stammen vom Zürcher Künstler Josef Caminada und unterstreichen den meditativen Raumcharakter. Der Obwaldner Künstler Alois Spichtig schuf die hölzerne Madonna 1999. Ein Wandteppich, der den Opfertod Christi darstellt, wurde von Franziska Gehr (geb. 1939) nach Entwürfen ihres Vaters Ferdinand Gehr (1896–1996) gefertigt. Weitere Wandbehänge wurden von den Benediktinerinnen des Klosters Orselina TI geschaffen und werden je nach Zeit im Kirchenjahr ausgewechselt. Als Besonderheit besitzen die Beichtstühle kleine Glasfenster, die vom Zürcher Künstler Max Rüedi gestaltet wurden.

### Orgel

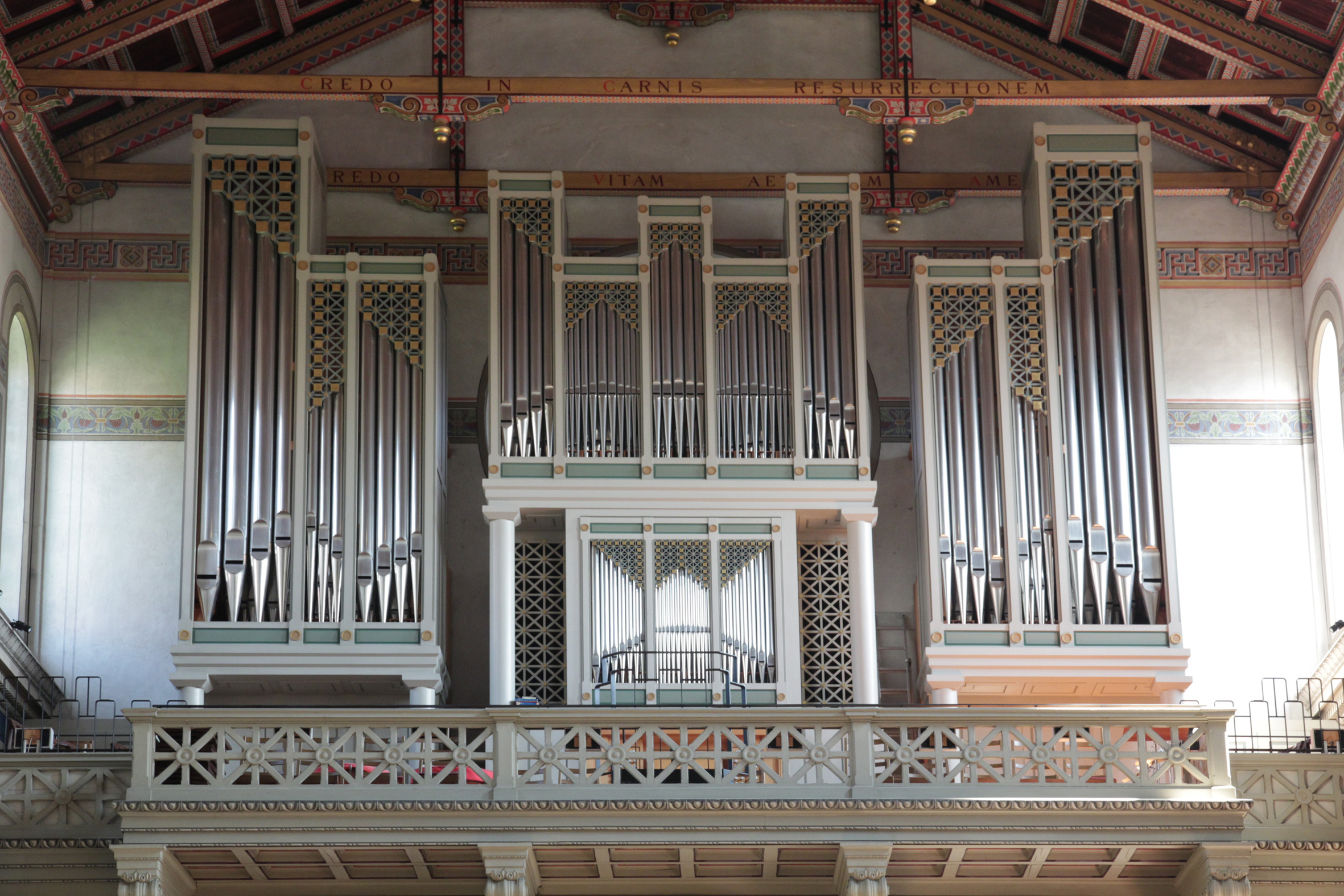
Die Kuhn-Orgel von 1983

Ihre erste Orgel erhielt die Liebfrauenkirche im Jahr 1899. Es war ein Instrument von der Orgelbaufirma Klais in Bonn und hatte 39 klingende Register. 1934 wurde die Orgel von der Orgelbau AG in Willisau überholt und um sechs Register erweitert.
Die heutige Orgel wurde 1983 durch die Firma Orgelbau Kuhn (Männedorf) erbaut. Das Schleifladen-Instrument hat 51 Register auf drei Manualen und Pedal. Die Spieltrakturen sind mechanisch, die Registertrakturen elektrisch.
| I Hauptwerk C–g3 |              |     |
| 1.               | Gedackt      | 16′ |
| 2.               | Principal    | 8′  |
| 3.               | Rohrgedackt  | 8′  |
| 4.               | Traversflöte | 8′  |
| 5.               | Gambe        | 8′  |
| 6.               | Octave       | 4′  |
| 7.               | Gemshorn     | 4′  |
| 8.               | Octave       | 2′  |
| 9.               | Waldflöte    | 2′  |
| 10.              | Mixtur V     | 2′  |
| 11.              | Cornett V    | 8′  |
| 12.              | Trompete     | 16′ |
| 13.              | Zinke        | 8′  |

| II Positiv C–g3 |               |        |
| 14.             | Principal     | 8′     |
| 15.             | Metallgedackt | 8′     |
| 16.             | Quintatön     | 8′     |
| 17.             | Principal     | 4′     |
| 18.             | Rohrflöte     | 4′     |
| 19.             | Quinte        | 2 ⁄3′  |
| 20.             | Octave        | 2′     |
| 21.             | Terz          | 1 3⁄5′ |
| 22.             | Larigot       | 1 ⁄3′  |
| 23.             | Superoctave   | 1′     |
| 24.             | Scharf III    | 1′     |
| 25.             | Vox humana    | 8′     |
| 26.             | Krummhorn     | 8′     |
|                 | Tremulant     |        |

| III Schwellwerk C–g3 |                 |        |
| 27.                  | Salicional      | 16′    |
| 28.                  | Offenflöte      | 8′     |
| 29.                  | Viola           | 8′     |
| 30.                  | Voix céleste    | 8′     |
| 31.                  | Principal       | 4′     |
| 32.                  | Flûte douce     | 4′     |
| 33.                  | Nasard          | 2 ⁄3′  |
| 34.                  | Flageolet       | 2′     |
| 35.                  | Tierce          | 1 3⁄5′ |
| 36.                  | Pleinjeu V      | 2 ⁄3′  |
| 37.                  | Basson          | 16′    |
| 38.                  | Trompette harm. | 8′     |
| 39.                  | Hautbois        | 8′     |
| 40.                  | Clairon         | 4′     |
|                      | Tremulant       |        |

| Pedalwerk C–f1 |           |       |
| 41.            | Bourdon   | 32′   |
| 42.            | Principal | 16′   |
| 43.            | Subbass   | 16′   |
| 44.            | Flöte     | 16′   |
| 45.            | Octavbass | 8′    |
| 46.            | Flöte     | 8′    |
| 47.            | Gambe     | 8′    |
| 48.            | Octave    | 4′    |
| 49.            | Mixtur IV | 2 ⁄3′ |
| 50.            | Posaune   | 16′   |
| 51.            | Trompete  | 8′    |

- Koppeln: II/I, III/I, III/II, I/P, II/P, III/P
- Spielhilfen: 2000fache Setzeranlage, Registercrescendo